# Troupeau Bleu
Troupeau Bleu es el primer álbum de estudio de la banda de jazz-funk francesa Cortex. Lo produjo su líder, pianista y compositor Alain Mion, y se publicó en 1975 por medio del sello francés Disques Espérance.
Obtuvo cierto reconocimiento al momento de su lanzamiento, pero alcanzó gran parte de su fama durante las décadas posteriores, particularmente por el uso de sus composiciones como sample en varias canciones de hip hop durante los años 1990, 2000 y 2010.

## Antecedentes y grabación
Cortex se formó en 1974, cuando el pianista francés Alain Mion contestó a un anuncio en el American Center de París del baterista Alain Gandolfi y el bajista estadounidense Jeff Huttner, quienes deseaban tocar con alguien de la zona. Previamente, Mion y Huttner ya habían compuesto y tocado juntos en varios clubes de la capital en un trío de jazz con el guitarrista Alan Jaffe.
En 1975, Cortex contactó con dos cantantes para grabar su primer álbum de estudio, entre ellos la vocalista Mireille Dalbray. Finalmente, entre el 15 y 16 de julio, Mion y Gandolfi, sin Huttner debido a compromisos en Estados Unidos, grabaron Troupeau Bleu en el estudio Damiens de Boulogne-Billancourt, junto Dalbray, el bajista Jean Grevet y el saxofonista Alain Labib. Poco después, durante ese mismo año, el sello parisino Disques Espérance publicó el disco en vinilo.

## Composición
De acuerdo con Arielle Lana Lejarde de la revista Rolling Stone, el estilo de Troupeau Bleu es una mezcla de jazz psicodélico, soul y funk, y según Andre Gee de la revista en línea Micro-Chop, también rock. Todas las piezas del álbum fueron compuestas por Alain Mion, excepto «Automne (Colchiques)», de origen tradicional. Entre las composiciones se encuentran «Huit Octobre 1971», que Mion escribió en honor a su aniversario de matrimonio, y la instrumental «Mary et Jeff», que tituló por el bajista Jeff Huttner, quien no pudo estar en la grabación del álbum.
Varias fuentes además destacaron el groove y las sonoridades estadounidenses y brasileñas del álbum, como en la pista «L'Enfant Samba». La revista en línea Musiq XXL específica que la influencia de músicos como Herbie Hancock, Parliament y Sérgio Mendes, puede apreciarse en el tema que da nombre al disco. En palabras del autor Hellman del sitio web Guts of Darkness, el álbum se nutre enormemente del jazz fusión del continente americano y de artistas como Lonnie Liston Smith, The Headhunters y Herbie Hancock, pero también de grupos europeos como Curved Air y Cos. Según Jacques Denis, el trabajo de Cortex inspiró al género de música electrónica French touch.

## Recepción y legado
En Europa Troupeau Bleu recibió gran difusión por medio de televisión y radio. Cortex, sin embargo, no logró consolidar una formación estable más que Mion y Gandolfi, y se separó en 1982, con tres álbumes publicados, entre ellos Vol. 2 (1977). Mion entonces se embarcó en una carrera solista y alcanzó considerable éxito radial con su canción «Pheno-men». Más tarde grabó varios álbumes, entre ellos Alain Mion in New York y Some Soul Food.

### Legado posterior
Al pasar de los años, Troupeau Bleu se revalorizó como una obra de culto por su uso como sample en varias canciones de hiphop. En Discogs, una de las impresiones originales en vinilo alcanzó los 1000 $, y de acuerdo al sitio web WhoSampled, los temas de Cortex se samplearon al menos 142 veces al año 2022, mientras que Mion es el artista francés más sampleado, con 116 composiciones adicionales de su carrera en solitario.
Según Jacques Denis, el redescubrimiento de Cortex se debió a la reedición de sus álbumes originales a mediados de los 90 y al lanzamiento de Inédit 79 en 2006. Se cree que el primer artista en samplear el álbum fue DJ Cam, quien utilizó «Troupeau Bleu» en su instrumental «Bronx Theme» de 1997.

## Lista de canciones
Todas las canciones escritas y compuestas por Alain Mion, excepto donde se indique.

| N.º   | Título                      | Escritor(es)                            | Duración |  |
| 1.    | «La Rue»                    | Alain Mion y Alain Gandolfi             | 4:23     |  |
| 2.    | «Automne (Colchiques)»      | Jacqueline Debatte y Francine Cockenpot | 2:35     |  |
| 3.    | «L'Enfant samba»            |                                         | 3:00     |  |
| 4.    | «Troupeau bleu»             |                                         | 5:00     |  |
| 5.    | «Prélude à Go Round»        |                                         | 3:52     |  |
| 6.    | «Go Round»                  |                                         | 1:20     |  |
| 7.    | «Chanson d'un jour d'hiver» |                                         | 5:20     |  |
| 8.    | «Mary et Jeff»              |                                         | 2:40     |  |
| 9.    | «Huit octobre 1971»         |                                         | 4:22     |  |
| 10.   | «Sabbat (1re partie)»       |                                         | 1:00     |  |
| 11.   | «Sabbat (2e partie)»        |                                         | 3:15     |  |
| 12.   | «Sabbat (3e partie)»        |                                         | 0:26     |  |
| 13.   | «Madbass»                   |                                         | 2:50     |  |
| 40:57 |                             |                                         |          |  |

## Personal
Créditos adaptados de las notas de álbum.
| Cortex - Mireille Dalbray — voz - Alain Labib — saxofón alto - Alain Mion — piano, voz - Jean Grevet — bajo - Alain Gandolfi — batería, voz | Músicos invitados - Jo Pucheu — percusión - Jean-Claude d'Agostini — guitarra Técnico - Guy Boyer — ingeniero de sonido |